# Slag bij Tupelo
De Slag bij Tupelo vond plaats op 14 juli en 15 juli 1864 nabij Tupelo, Mississippi tijdens de Amerikaanse Burgeroorlog. Na hun  nederlaag bij Brice's Crossroads in juni slaagden de Noordelijken er nu in om de zuidelijke generaal-majoor Nathan B. Forrest te verslaan. Zo werden de toevoerlijnen van generaal-majoor William T. Sherman veilig gesteld.

## Achtergrond
Na de Zuidelijke overwinning bij Brice's Crossroads waren de toevoerlijnen van de Noordelijk nog altijd zeer kwetsbaar. De plaatselijke bevelhebber Cadwaller C. Washburn stuurde een nieuwe legermacht onder leiding van Andrew J. Smith om af te rekenen met de Zuidelijke generaal-majoor Nathan Bedford Forrest.

## De slag
Smiths strijdmacht arriveerde in noordelijke Mississippi op 11 juli 1864 via La Grange, Tennessee. Forrest had 6.000 cavaleristen onder zijn bevel in de buurt maar diende op bevel van zijn overste Stephen D. Lee te wachten tot er versterking arriveerde. De volgende dag arriveerde Lee met 2.000 soldaten. Lee nam het algemeen bevel op zich. Ondertussen rukte Smith op in oostelijke richting vanuit zijn bivak naar Tupelo. Forrest dacht dat Smith zich terugtrok. Smith had echter een ander doel voor ogen, namelijk de vernietiging van de spoorweg bij Tupelo. Tijdens de nacht van 13 juli  wierpen Smiths soldaten borstweringen op bij Harrisburg, een verlaten nederzetting op 1.5 km ten westen van Tupelo. In de vroege ochtend van 14 juli viel Lee de Noordelijke stellingen aan. Lee viel de Noordelijke rechterflank onder generaal Joseph A. Mower aan terwijl Forrest de linkerflank voor zijn rekening nam. Deze stond onder leiding van kolonel David Moore en generaal Benjamin Grierson. De volledige dag vielen de Zuidelijken keer op keer aan.
Tijdens de nacht stak Smith de resten van Harrisburg in brand. De vlammen verlichtten echter zijn linies. Daarop besliste Forrest een gedurfde nachtelijke aanval uit te voeren tegen de Noordelijke linkerflank. Na felle gevechten werd de Zuidelijke aanval afgeslagen. Op 15 juli trok Smith zich terug. Forrest voerde een aanval uit op de Noordelijke achterhoede. De aanval werd afgeslagen en Forrest raakte gewond in de voet. Enkele dagen later was Smith terug in La Grange, Tennessee.

## Gevolgen
Hoewel Smith de Zuidelijken had laten bloeden, was hij er niet in geslaagd om Forrest definitief uit te schakelen. De Noordelijke aanvoerlijnen waren weliswaar veiliggesteld maar Forrest was nog altijd een factor om rekening mee te houden.